# Bernard Le Douarec
Pour les articles homonymes, voir Le Douarec.
Bernard Le Douarec, né le 9 décembre 1912 à Montfort-sur-Meu et mort le 28 juin 1990 à La Baule-Escoublac, est un avocat et homme politique français.

## Biographie
Bernard Le Douarec est le fils d'Armand Le Douarec et de Jeanne Anna Paule Verry, ainsi que le frère de François Le Douarec. Il épouse Yvonne Bazin.

### Carrière politique
Il est élu député sous l'étiquette de l'UNR aux élections législatives de 1958.
Lors de la séance de l'Assemblée du 4 octobre 1962, il prend la parole pour la motion de censure du gouvernement débattue et cite François Mauriac.

### Carrière Professionnelle
Il est avocat au barreau de Saint-Nazaire de 1935 à 1977. Il en est élu bâtonnier à deux reprises, en 1949 et 1965.